# La spada e la croce
La spada e la croce è un film drammatico del 1958, diretto da Carlo Ludovico Bragaglia.

## Trama
Gaio Marcello viene inviato in Giudea dall'imperatore Tiberio per negoziare con il Sinedrio. Su ordine di Ponzio Pilato viene fatto sbarcare lontano da Cesarea, per non creare tensioni contro il governatore. In marcia verso la capitale sconfigge i ribelli di Barabba, che su indicazione di Anan, membro del Sinedrio e suo complice, hanno da poco assalito il convoglio con i tributi riscossi dai romani. In questo modo Gaio Marcello libera anche Maria Maddalena, una cortigiana giudea, con la quale inizia una storia d'amore.
Giunto a Cesarea, Gaio Marcello reprime una rivolta e partecipa a una festa in cui Maria Maddalena si esibisce in una danza provocatoria nei confronti di un seguace di Cristo. Ma subito dopo, Dio appare a Maria Maddalena e la convince a cambiare la sua vita. Maria Maddalena si reca al tempio di Gerusalemme. Vista la sua reputazione di cortigiana, viene accusata di sacrilegio e rischia la lapidazione. Solo l'intervento di Gesù le consente di salvarsi.
Ancora combattuta tra l'amore terreno per Gaio Marcello e l'amore spirituale per Gesù, Maria Maddalena si allontana da Cesarea. Al suo ritorno scopre che il fratello Lazzaro è morto ed è appena stato sepolto. Grazie alle sue preghiere e alla sua fede, Gesù appare dinanzi al sepolcro e resuscita Lazzaro. Anan convince il Sinedrio a far condannare Gesù e, sfruttando il tradimento di Giuda, lo fa arrestare dai soldati romani di Gaio Marcello. Maria Maddalena si reca da Barabba in cerca di aiuto per liberare Gesù. Ma, indirizzato da Anan, Gaio Marcello raggiunge il nascondiglio di Barabba e fa arrestare anche lui.
In occasione della Pasqua, Ponzio Pilato lascia che il popolo scelga a quale dei due condannati debba concedere la grazia. Il popolo sceglie Barabba e Ponzio Pilato si lava le mani per questa decisione. Barabba si reca subito a strangolare Anan, colpevole di averlo tradito. Condotto sul Calvario, Gesù viene crocefisso al cospetto di Maria Maddalena e di Gaio Marcello.